# اعتلال عصبي ذاتي
الاعتلال العصبي اللاإرادي (بالإنجليزية: Autonomic neuropathy)‏ هو شكل من أشكال اعتلال الأعصاب يصيب الجهاز العصبي اللا إرادي، والذي يؤثر في الغالب على الأعضاء الداخلية مثل عضلات المثانة، وجهاز الدوران، الجهاز الهضمي، والأعضاء التناسلية. حيث أن أعصاب الجهاز العصبي اللا إرادي ليست تحت سيطرة إرادة الشخص وتعمل بشكل تلقائي. وتشكل ألياف الجهاز العصبي اللاإرادي تجمعات كبيرة في الصدر والبطن والحوض خارج الحبل الشوكي. وهذه الأعصاب متصلة بالحبل الشوكي ثم بالدماغ في نهاية المطاف. ويظهر الاعتلال العصبي اللاإرادي بشكل أكثر شيوعًا في الأشخاص المصابين بمرض السكري من النوع الأول والثاني. وفي معظم الحالات - وليس كل الحالات - يحدث الاعتلال العصبي اللاإرادي جنبًا إلى جنب مع أشكال أخرى من الاعتلال العصبي، مثل الاعتلال العصبي الحسي (بالإنجليزية: sensory neuropathy)‏.
يُمثل الاعتلال العصبي اللاإرادي أحد أهم أسباب تعطل الجهاز العصبي اللاإرادي (المشار إليه باسم خلل الوظائف المستقلة)، ولكنه ليس الوحيد. كما قد تؤدي بعض الأمراض التي تصيب الدماغ أو الحبل الشوكي أيضًا إلى خلل الوظائف المستقلة، مثل الضمور الجهازي المتعدد، وبالتالي قد تتسبب في أعراض مشابهة للاعتلال العصبي اللاإرادي.

## العلامات والأعراض
تشمل علامات وأعراض الاعتلال العصبي اللاإرادي ما يلي:
- حالات المثانة البولية: سلس البول أو احتباس البول
- الجهاز الهضمي: عسر البلع وآلام في البطن وغثيان وقيء وسوء الامتصاص وسلس البراز، وشلل المعدة، إسهال، إمساك
- جهاز الدوران: اضطرابات في معدل ضربات القلب (تسرع القلب، بطء القلب)، هبوط الضغط الانتصابي، زيادة غير كافية في معدل ضربات القلب عند بذل مجهود
- الجهاز التنفسي: ضعف الإشارات المرتبطة بتنظيم التنفس وتبادل الغازات (توقف التنفس أثناء النوم، نقص التنفس، بطء التنفس).
- الجهاز العصبي: عيوبب حدقية، دوخة وفقد الاتزان.
- مجالات أخرى: عدم الوعي بنقص السكر في الدم، العجز الجنسي، اضطرابات العرق، والجفاف.

## الأسباب
يمكن أن تؤدي العديد من الحالات الصحية إلى الاعتلال العصبي اللاإرادي. وتشمل بعض الأسباب الشائعة ما يلي:
- مرض السكري، وهو السبب الأكثر شيوعًا للاعتلال العصبي اللاإرادي، ويمكن أن يتسبب مرض السكري في تلف الأعصاب بشكل تدريجي في جميع أنحاء الجسم.
- الإصابة المباشرة للأعصاب نتيجة جراحة أو إشعاع في الرقبة.
- العلاج بأدوية معينة، بما في ذلك بعض الأدوية المستخدمة في العلاج الكيميائي للسرطان.
- تراكم البروتين غير الطبيعي في الأعضاء (الداء النشواني)، والذي يؤثر على أجهزة الجسم لا سيما الجهاز العصبي.
- أمراض مزمنة أخرى مثل مرض الشلل الرعاش والتصلب المتعدد وبعض أنواع الخرف.
- قد يحدث الاعتلال العصبي اللاإرادي أيضًا بسبب هجوم غير طبيعي من قبل الجهاز المناعي، والذي يحدث نتيجة لبعض أنواع السرطان (متلازمة الأباعد الورمية).
- بعض الأمراض المعدية، فيمكن لبعض الفيروسات والبكتيريا، مثل التسمم السجقي، وداء لايم وفيروس نقص المناعة البشرية، أن تسبب اعتلال عصبي لاإرادي.
- الاضطرابات الوراثية، فيمكن لبعض الاضطرابات الوراثية أن تسبب اعتلال الأعصاب اللاإرادي.
- أمراض المناعة الذاتية، والتي يهاجم فيها الجهاز المناعي ويدمر أجزاء من الجسم، بما في ذلك الأعصاب. وتشمل أمثلة ذلك متلازمة شوغرن، والذئبة الحمامية الجهازية، والتهاب المفاصل الروماتويدي، والداء البطني. متلازمة غيلان باريه هي أحد أمراض المناعة الذاتية التي تحدث بسرعة ويمكن أن تؤثر على الأعصاب اللاإرادية.